# Edificio Alicante
El Edificio Alicante es una torre situada en la confluencia de la avenida Doctor Gadea y el Parque de Canalejas, en plena fachada marítima de la ciudad española de Alicante. Cuenta con un total de 24 plantas y se encuentra sobre un podio que alberga oficinas, un salón de actos, una biblioteca y una sala de exposiciones.